# Antagonista do receptor de orexina
Os antagonistas do receptor de orexina são uma classe farmacológica de drogas que inibem o efeito da orexina, agindo como um antagonista do receptor de orexina. Seus usos médicos potenciais incluem o tratamento de distúrbios do sono, como insônia.

## Fármacos da classe
- Almorexanto, fármaco cujo desenvolvimento foi interrompido em 2011
- Lemborexanto, aprovado pela FDA em dezembro de 2019
- Daridorexanto (ou nemorexante)
- Filorexanto
- SB-334,867, fármaco em desenvolvimento que demonstrou produzir efeitos sedativos e anorexígenos em animais[3]
- SB-408.124
- SB-649.868, fármaco em desenvolvimento para uso potencial em distúrbios do sono
- Suvorexanto
- TCS-OX2-29, antagonista OX2 seletivo
- RTIOX-276, OX1 seletivo